# طوفان دامری نوامبر ۲۰۱۷ ویتنام
طوفان دامری نوامبر ۲۰۱۷ ویتنام روز شنبه ۴ نوامبر ۱۳ آبان سواحل جنوب و مرکزی ویتنام را درنوردید. تلفات این حادثه ۸۹ کشته، ۱۸ مفقود و ۱۷۴ زخمی است.

## جزئیات حادثه
توفان دامری با سرعت ۱۳۰ کیلومتر در ساعت روز شنبه ۴ نوامبر ۱۳ آبان سواحل جنوب و مرکزی ویتنام را درنوردید و بیشترین استانی که آسیب دید استان خان هُوا بود.

## تلفات و خسارات
دولت ویتنام روز سه شنبه ۷ نوامبر گفت که شمار تلفات این طوفان که در ساحل غربی ویتنام به وقوع پیوسته‌است موجب سیل گسترده‌ای شده‌است که تاکنون ۸۹ نفر جان خود را از دست داده، ۱۸ نفر مفقود و ۱۷۴ نفر زخمی داشته‌است.
بیش از ۲۰۰۰ خانه فرو ریخت و بیش از ۸۰٬۰۰۰ خانه آسیب دیده‌است.

## اقدامات پیشگیرانه
قبل از این طوفان بیش از ۳۰ هزار نفر، که شامل تعداد زیادی گردشگر خارجی نیز در میان آن‌ها بود، از این منطقه خارج و به مکان‌های امن انتقال داده شدند. ده‌ها پرواز ملغی شد و قطارها از حرکت ایستادند.

## تأثیرات
توفان دامری آسیب‌های فراوانی را پیش از نشست همکاری اقتصادی آسیا و اقیانوس آرام که قرار است در این هفته برگزار شود به وجود آورده‌است، اگر چه جلسات که در روز چهارشنبه در شهر مرکزی داننگ برگزار می‌شود، تحت تأثیر قرار نخواهد گرفت.

## پیشینه
این دومین فاجعه طبیعی بود که در یک ماه به کشور آسیای جنوب شرقی آسیب وارد می‌شود. در ماه گذشته، حدود ۷۵ نفر در اثر گسستگی ناشی از یک طوفان گرمسیری، در چندین استان شمالی و مرکزی کشته و ۲۸ نفر دیگر مفقود شدند.